# Толстиков, Василий Васильевич
Васи́лий Васи́льевич То́лстиков (27 октября 1916 года — 25 мая 1987 года) — старший лейтенант РККА, Герой Советского Союза (1945).

## Биография
Родился 27 октября 1916 года в посёлке Куртак (сейчас Новосёловский район, Красноярский край) в семье крестьянина.
В 1937 году окончил Кемеровский коксохимический техникум, затем работал мастером на коксохимическом заводе.
В РККА с 1938 года. В боях Великой Отечественной войны с июля 1941 года. В 1943 году окончил курсы усовершенствования офицерского состава.
Был назначен на должность заместителя командира батальона 945-го стрелкового полка 262-й стрелковой дивизии 39-й армии.
Старшему лейтенанту Толстикову в бою в районе литовского города Юрбаркас 8 октября 1944 года с группой бойцов удалось ворваться в траншею врага, сам он лично уничтожил 7 солдат противника.
9 октября 1944 года Толстиков во главе 14 бойцов вплавь пересёк Неман. После переправы группе удалось захватить плацдарм и отразить несколько немецких контратак.
Указом Президиума Верховного Совета СССР от 24 марта 1945 года за образцовое выполнение боевых заданий командования на фронте борьбы с немецко-фашистским захватчиками и проявленные при этом мужество и героизм старшему лейтенанту Толстикову было присвоено звание Героя Советского Союза.
В 1945 году Толстиков ушёл в запас в звании капитана.
Жил в городе Кемерово, работал на Новокемеровском химкомбинате.
Умер 25 мая 1987 года.

## Награды
- Медаль «Золотая Звезда» № 11079;
- орден Ленина;
- орден Отечественной войны I степени;
- орден Отечественной войны II степени;
- другие награды.

## Память
- Некоторое время имя героя носила пионерская дружина в Юрбаркасе.
- Именем Василия Толстикова названа одна из улиц Кировского района города Кемерово.